# Nadja Jnglin-Kamer
Nadja Jnglin-Kamer (* 23. Juli 1986 in Schwyz als Nadja Kamer) ist eine ehemalige Schweizer Skirennfahrerin. Sie gehörte seit 2010 der Nationalmannschaft von Swiss-Ski an und war vor allem in den Disziplinen Abfahrt und Super-G erfolgreich.

## Biografie
Kamer bestritt im Dezember 2001 ihre ersten FIS-Rennen. Ab Januar 2003 wurde sie im Europacup eingesetzt und gewann 2004 ihr erstes Rennen. Bei den Juniorenweltmeisterschaften 2004 wurde sie Vierte in der Abfahrt und Fünfte im Super-G. Am 7. Januar 2005 fuhr sie erstmals in einem Weltcup-Rennen.
Wegen eines Kreuzbandrisses beziehungsweise eines Schlüsselbeinbruchs musste Kamer die Saisons 2004/05 und 2005/06 vorzeitig beenden. In der Europacup-Saison 2007/08 erreichte sie mehrere Podestplätze, darunter den zweiten Sieg. Am 20. Januar 2008 gewann sie als 25. des Super-G in Cortina d’Ampezzo ihre ersten Weltcuppunkte. Trotz guter Ergebnisse während der Weltcupsaison 2008/09 konnte sie wegen zu grosser teaminterner Konkurrenz nicht an den Weltmeisterschaften 2009 in Val-d’Isère teilnehmen.
Am 21. Februar 2009 deutete Kamer ihre Möglichkeiten an, als sie in Tarvisio Vierte der Abfahrt wurde. Rund ein Jahr später, am 9. Januar 2010, fuhr sie in der Abfahrt von Haus im Ennstal auf den zweiten Platz und erzielte damit ihre erste Podestplatzierung. Bei den Olympischen Winterspielen 2010 belegte sie Rang 19 in der Abfahrt, schied im Super-G und der Super-Kombination aber aus. Zum Abschluss der Saison wurde sie dreifache Schweizer Meisterin.
In der Weltcupsaison 2010/11 fuhr Kamer dreimal unter die besten zehn, unter anderem wurde sie im Dezember 2010 Zweite der Abfahrt in Val-d’Isère. Bei den Weltmeisterschaften 2011 in Garmisch-Partenkirchen blieb sie mit Platz 13 im Super-G und Rang 14 in der Abfahrt unter den Erwartungen. Am 26. Februar 2011 stürzte sie in der Abfahrt von Åre bei hohem Tempo, zog sich aber nur geringfügige Verletzungen zu. Sie beendete die Saison vorzeitig. Im Oktober 2011 erlitt Kamer beim Volleyballspielen eine Knieverletzung und musste zu Beginn der Saison 2011/12 erneut pausieren. Im Januar 2012 kehrte sie nach zehnmonatiger Pause in den Weltcup zurück. Am 4. Februar 2012 fuhr sie in der Abfahrt von Garmisch-Partenkirchen auf den zweiten Platz.
In der Saison 2012/13 erzielte Kamer einen Podestplatz, hatte aber auch mehrere Ausfälle zu verzeichnen. Bei den Weltmeisterschaften 2013 in Schladming fuhr sie in der Abfahrt auf den vierten Platz und verpasste die Bronzemedaille um nur Hundertstelsekunden. Beim zweitletzten Super-G der Saison, am 1. März 2013 in Garmisch-Partenkirchen, stürzte sie und zog sich dabei eine Knochenverletzung am linken Schienbeinkopf zu. Sie entschied sich daraufhin, die Saison vorzeitig abzubrechen.
Im April 2013 heiratete Nadja Kamer ihren langjährigen Freund Werner Inglin. Am 27. März 2015 erklärte sie ihren Rücktritt vom alpinen Skisport; als Grund nannte sie jahrelange gesundheitliche Probleme.

## Erfolge

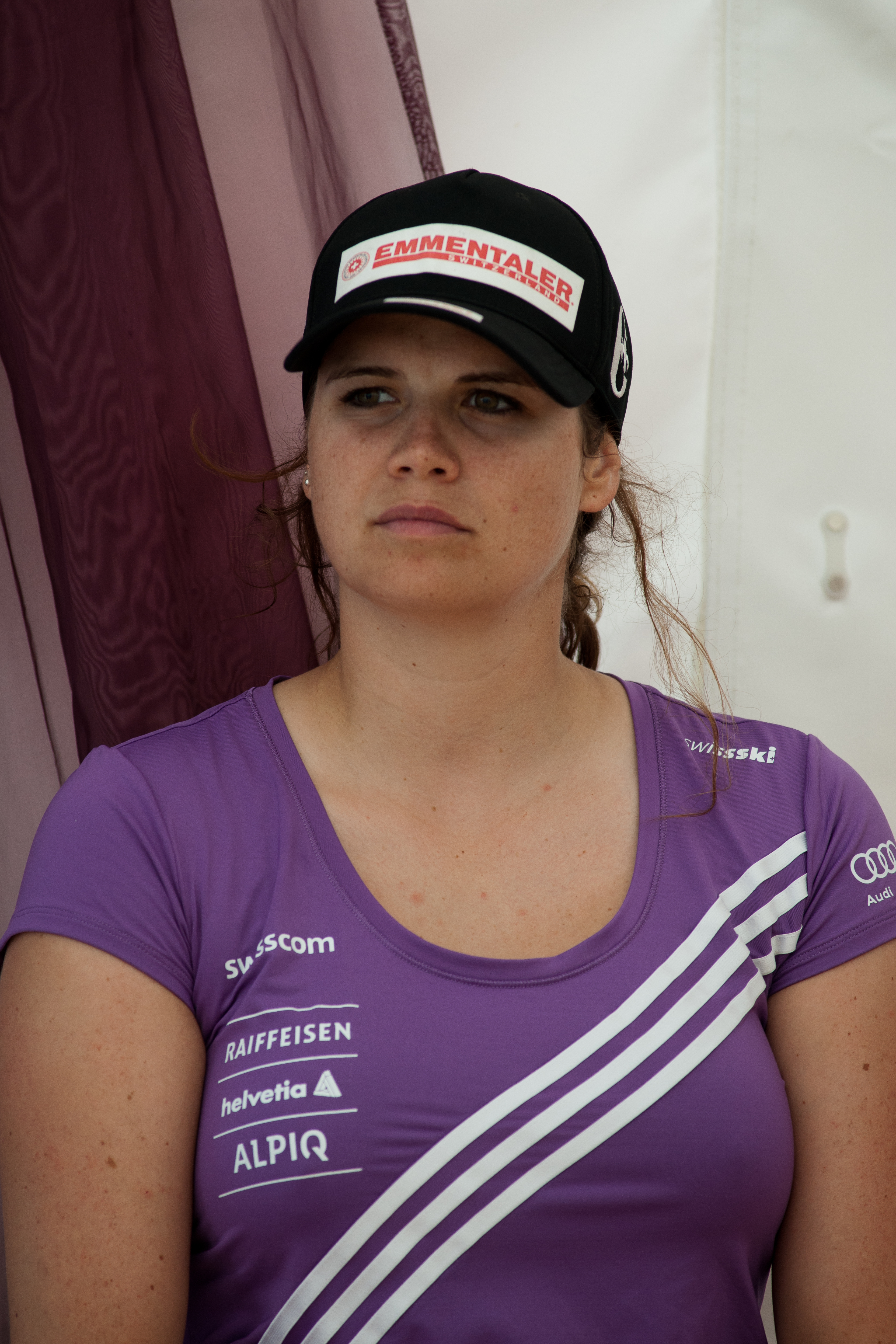
Nadja Kamer im Sommertraining (2011)

### Olympische Spiele
- Vancouver 2010: 19. Abfahrt

### Weltmeisterschaften
- Garmisch-Partenkirchen 2011: 13. Super-G, 14. Abfahrt
- Schladming 2013: 4. Abfahrt
- Vail/Beaver Creek 2015: 7. Abfahrt

### Weltcup
- Saison 2009/10: 5. Abfahrtsweltcup
- 5 Podestplätze in Einzelrennen
- 1 Podestplatz bei Mannschaftswettbewerben

### Europacup
Disziplinenwertungen:
- Saison 2003/04: 6. Abfahrt
- Saison 2007/08: 4. Gesamtwertung, 2. Abfahrt, 3. Super-G, 7. Kombination
- Saison 2008/09: 2. Gesamtwertung, 3. Super-G, 5. Kombination, 7. Abfahrt, 9. Riesenslalom

Insgesamt 11 Podestplätze, davon 5 Siege:
| Datum             | Ort           | Land     | Disziplin        |
| ----------------- | ------------- | -------- | ---------------- |
| 10. März 2004     | Sierra Nevada | Spanien  | Abfahrt          |
| 23. Januar 2008   | St. Moritz    | Schweiz  | Abfahrt          |
| 29. November 2008 | Kvitfjell     | Norwegen | Super-G          |
| 12. Januar 2009   | Caspoggio     | Italien  | Superkombination |
| 15. Januar 2009   | Caspoggio     | Italien  | Abfahrt          |

### Juniorenweltmeisterschaften
- Maribor 2004: 4. Abfahrt, 5. Super-G

### Weitere Erfolge
- 4 Schweizer Meistertitel (Abfahrt, Riesenslalom und Super-Kombination 2010; Super-G 2014)
- 9 Siege in FIS-Rennen